# Bonifatia Wiedemann
Bonifatia Wiedemann OSB (* 18. Januar 1934 in Traunried + 30. Oktober 2022 in St. Alban) war eine deutsche Ordensgeistliche und von 1966 bis 2004 Priorin des Klosters St. Alban im oberbayerischen Dießen am Ammersee.

## Leben
Als Maria Karolina Wiedemann geboren, besuchte sie von 1940 bis 1948 die Volksschule in Siebnach und anschließend zwei Jahre die Landwirtschaftliche Berufsschule in Siebnach. Sie trat am 15. Dezember 1955 in das Kloster der Benediktinerinnen von St. Alban ein, wo sie den Ordensnamen Bonifatia annahm. Wiedemann legte am 27. Oktober 1957 die zeitliche Profess ab und die ewige Profess am 30. Oktober 1960. Zwischen 1958 und 1960 wurde sie zur Kindergärtnerin ausgebildet und arbeitete anschließend im Kinderheim St. Alban. 
Am 1. November 1966 wurde das Kloster St. Alban eigenständiges Priorat und Bonifatia Wiedemann wurde zur ersten Priorin gewählt. Sie übernahm auch die Leitung des Kinderheimes sowie den Mesner und Organistendienst der Klostergemeinschaft. 1987 wurde sie Kongregationspriorin der Kongregation der Benediktinerinnen von St. Alban.
Zeit ihres Lebens stellte sie ihre Tatkraft in den Dienst der Kirche und der Menschen, vor allem in den Dienst von Kindern, die auf der Schattenseite des Lebens geboren wurden. Ihre Weltsicht war geprägt von klaren Vorstellungen und glühender Glaubensstärke, ihre Lebensführung von eiserner Selbstdisziplin, ihr Dasein für die Welt von Charisma und verständnisvoller Menschenfreundlichkeit, der es an energischer Impulsgebung allerdings keineswegs mangelte. 
Sr. Bonifatia vollendete ihren exemplarischen, zutiefst aus christlicher Hoffnung geprägten Lebenslauf der Hingabe am 30. Oktober 2022, nachdem sie im Kreise ihrer Mitschwestern ihr eisernes Professjubiläum in St. Alban gefeiert hatte.

## Auszeichnungen
- 1985: Bundesverdienstkreuz am Bande
- 1995: Bayerischer Verdienstorden

## Belege
1. ↑  Traueranzeige in Augsburger Allgemeine vom 4. November 2022. (Memento vom 10. November 2022 im Internet Archive).
2. ↑  Chronologie des Kinderheims St. Alban auf kh-st-alban.de

| Personendaten    | Personendaten                           |
| ---------------- | --------------------------------------- |
| NAME             | Wiedemann, Bonifatia                    |
| ALTERNATIVNAMEN  | Wiedemann, Maria Karolina (Geburtsname) |
| KURZBESCHREIBUNG | deutsche Ordensgeistliche, Priorin      |
| GEBURTSDATUM     | 18. Januar 1934                         |
| GEBURTSORT       | Traunried                               |